# Centrale nucléaire de Grand Gulf

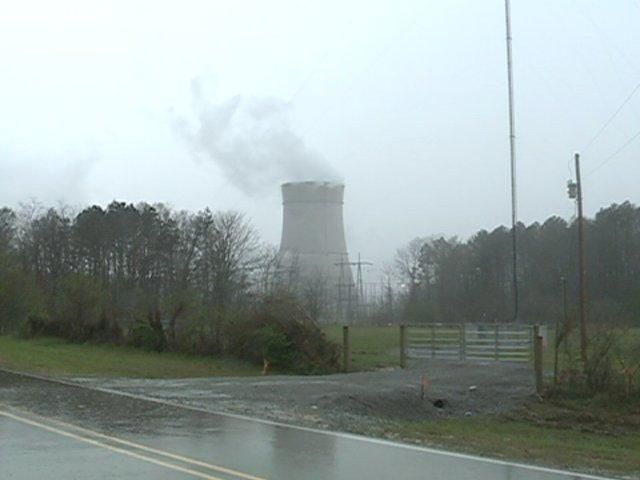

La centrale nucléaire de Grand Gulf est située près de Port Gibson, dans le Mississippi, sur un terrain de 8,5 km2, le site est boisé et comprend deux lacs.

## Description
La centrale est équipée d'un réacteur à eau bouillante (REB) construit par General Electric.
- Grand Gulf 1 : 1 231 MWe, mis en service en 1984, autorisé jusqu'en 2022.

La centrale comprend une tour de refroidissement de 158 m.
L'exploitant est Entergy et la propriété est partagée dans un consortium :
- System Energy Resources, Inc., (90 %)
- South Mississippi Electric Power Association (10 %).

Dans le programme nucléaire 2010 des États-Unis, c'est le site de Grand Gulf qui a été sélectionné pour l'installation d'un réacteur à eau bouillante de dernière génération (ESBWR).